# 铋杂苯
铋杂苯（C5H5Bi）是苯的一个碳源自被铋原子取代的一系列有机铋化合物，它的母体化合物特别活泼，尚未被分离出来。

苯的一个碳原子被氮族元素取代后形成化合物的键长和键角。

一种不稳定的4-烷基衍生物在1982年被报道，稳定的衍生物在2016年通过一种铝杂环戊二烯的化合物先后和氯化铋及DBU反应生成。